# Pjotr Gortjakov

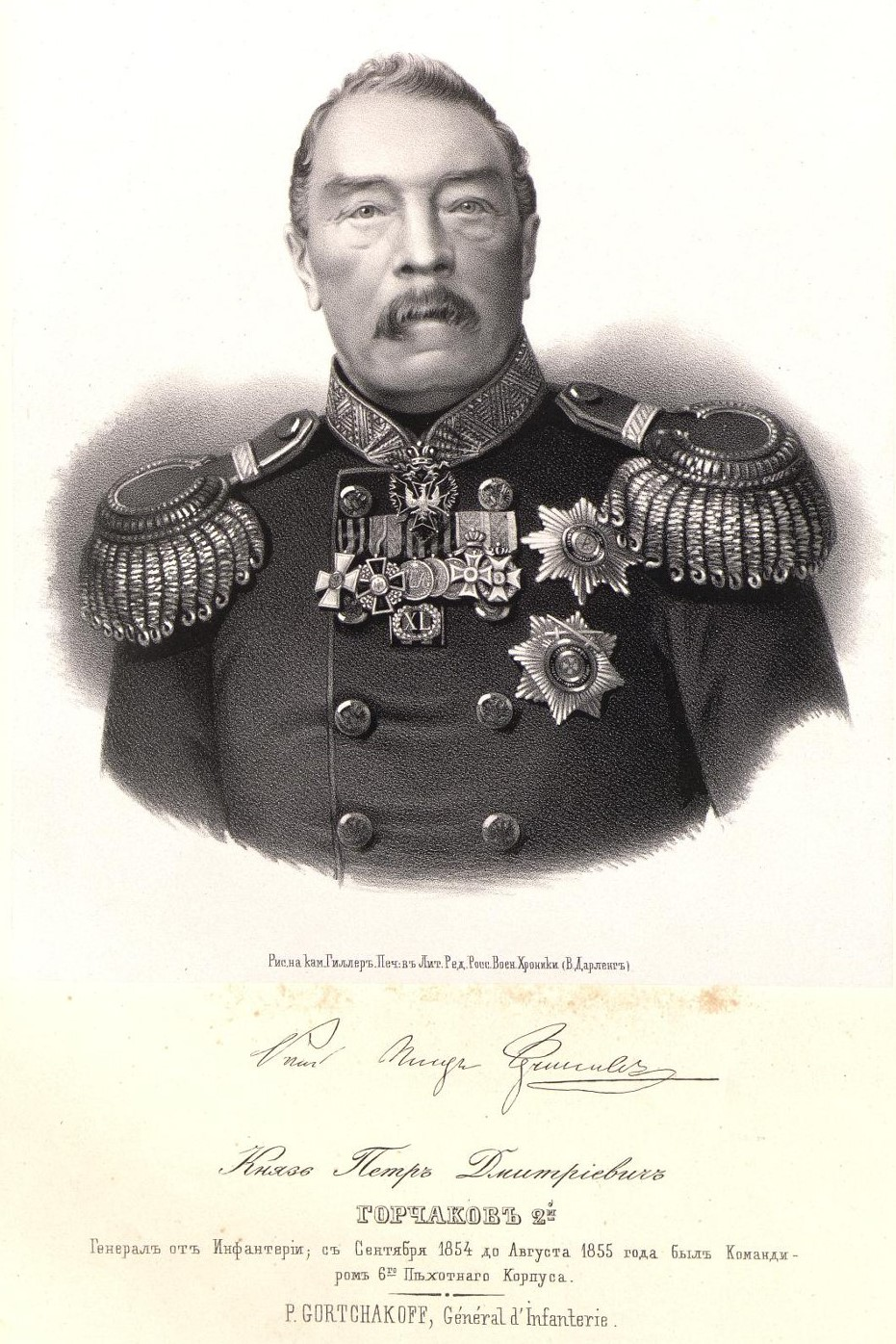
Peter Dmitrijevitj Gortjakov.

Pjotr Dmitrijevitj Gortjakov (ryska Пётр Дмитриевич Горчаков), född 1789, död 1868, var en rysk furste. Han var son till Dmitrij Petrovitj Gortjakov.
Gortjakov deltog i 1807 och 1812-14 års fälttåg, kämpade sedan under Jermolov i Kaukasus, anförde 1829 en division mot turkarna, slog en turkisk avdelning vid Aidos och avslöt fredspreliminärerna i Adrianopel (1829). 
År 1839 blev han generalguvernör i Väst-Sibirien och 1843 general i infanteriet. Gortjakov tog 1851 avsked, men återinträdde vid Krimkrigets utbrott (1853) i tjänst och anförde 6:e armékåren i slagen vid Alma och Inkerman. År 1855 tog han åter avsked.